# Moto2
La Moto2 è una classe intermedia di moto da corsa che gareggiano nel Motomondiale.

## Storia
Questa categoria è stata introdotta nel 2010 in sostituzione della precedente classe intermedia, la classe 250. Il cambiamento del nome è stato necessario a causa del nuovo regolamento in merito alla cilindrata, non più limitata a 250 cm³; si è passati a una categoria con maggiori limitazioni e con precisi obblighi, con l'asserita finalità di garantire un minor impegno economico da parte dei team.
A differenza di quanto è successo con la MotoGP, il passaggio alla nuova classe è stato immediato: infatti nessuno ha usufruito dell'anno di deroga che era stato concesso ai mezzi della classe 250 di correre assieme a questa nuova classe.
La prima gara di Moto2 si è disputata in Qatar ed è stata vinta da Shōya Tomizawa, alla guida di una Suter MMX.

## Regolamento tecnico
Il primo regolamento di questa classe obbligava all'uso di un unico motore 4 cilindri 600 cm³ 4T, fornito in esclusiva dalla Honda (derivato dalla CBR600RR), con potenza di 150 CV, limitata però a 130 CV per garantire la sua durata minima di 3 gare. I propulsori venivano assegnati per estrazione e, in caso di reclamo, bisognava anticipare 20.000 euro e attendere la revisione; secondo l'esito di questa, o si otteneva la restituzione della cauzione e avveniva la sostituzione del motore, oppure si perdevano i soldi e si rimaneva al motore assegnato.
Si restava sempre in regime di monogomma Dunlop con le misure di 125/75 R 17 e 195/75 R 17 (Dunlop già forniva la classe 250 e 125); l'elettronica veniva limitata (centralina unica) ed era permessa solo la raccolta dati, l'ECU e il transponder, tutti forniti dagli organizzatori; veniva abolito l'impianto frenante con dischi in carbonio, mentre il peso minimo veniva fissato in 135 kg, la frizione era unica (Suter) e la benzina era la 100 ottani della ENI (per i primi tre anni).
Nel 2019 si passa da un motore Honda a 4 cilindri 600 cm³ a un motore Triumph a 3 cilindri 765 cm³ della Street Triple portato a circa 140 CV e circa 80 Nm di coppia.
Nel 2024 Pirelli diventa fornitore unico dei pneumatici con le misure 125/70 R17 anteriore e 200/65 R17 posteriore.

## Loghi

Logo usato dal 2010 al 2024
Logo in uso dal 2025